# Neoconservatisme
Het neoconservatisme is een politieke stroming in de Angelsaksische wereld (vooral de VS), die een interventionistisch buitenlands beleid koppelde aan een rechts-liberale economische politiek. De benaming van de stroming betekent 'nieuw conservatisme' en duidt een breuk aan met het oude Amerikaanse conservatisme, vooral op het vlak van internationale betrekkingen. De stroming wordt doorgaans gecategoriseerd onder het conservatief-liberalisme: beduidend liberaler dan de klassieke Amerikaanse conservatieven met een grotere nadruk op economisch liberalisme.
De stroming deed opgeld in de jaren 1970 en 1980, toen prominente neoconservatieven tot de regeringen-Ford en -Reagan toetraden, en opnieuw rond 2000 toen George W. Bush president van de VS werd. Neoconservatieven worden ook wel neocons genoemd.

## Geschiedenis
De neoconservatieve stroming heeft geen eenduidige oorsprong. De grondlegger van het neoconservatisme is volgens sommigen Leo Strauss (1899-1973), een in Duitsland geboren ideeënhistoricus uit de Verenigde Staten die in het liberalisme het morele verval van de westerse samenleving zag. De theorie zou direct invloed uitgeoefend hebben op verschillende invloedrijke personen in de politiek van de Verenigde Staten, zoals Donald Rumsfeld en Paul Wolfowitz. Een bekend voorbeeld van het neoconservatisme in de Verenigde Staten zijn de leden van het Project for the New American Century, een groep die tot doel heeft om de waarden van het (neoconservatieve) gedachtegoed van de Verenigde Staten te verbreiden over de gehele wereld.
Veel historici zien de politieke wortels van het neoconservatisme in de jaren zeventig, onder het presidentschap van Richard Nixon. Personen als de democratische senator Henry Jackson en Richard Perle waren uit morele gronden fel tegenstander van de detente van Richard Nixon en Henry Kissinger. Het idee achter detente, de Sovjet-Unie zien als een politiek en moreel gelijkwaardig land, deed Jackson en Perle gruwen. Het neoconservatisme wordt vaak als rechts geafficheerd. Opmerkelijk is dat vele voorlieden van deze richting een links-radicaal verleden hebben, zoals Irving Kristol, namelijk uit socialistisch-trotskistische hoek, die begin jaren 70 een anti-communistische (anti-Sovjet-Unie) positie binnen de Democratische Partij trachtten te behouden. Maar toen dat onmogelijk werd, stapten vele trotskisten over naar diverse opkomende radicale denktanks en naar de Republikeinse Partij. Mede met neoconservatieve steun werd Ronald Reagan tot president verkozen die, anders dan zijn voorganger Jimmy Carter, niet de nadruk legde op detente, maar op herbewapening, waarmee de Sovjet-Unie door economische uitputting op de knieën zou worden gedwongen.

## Beweging
Naast de denktank Project for the New American Century wordt het neoconservatieve gedachtegoed verspreid door de bladen Commentary en The Weekly Standard en in mindere mate door de National Review. Ook de denktanks Heritage Foundation en American Enterprise Institute zijn werkgevers voor neoconservatieven.

## Verhouding met paleoconservatisme
Vandaag de dag wordt er in Amerika veel gepolemiseerd tussen aanhangers van paleoconservatisme en de neoconservatieven; veel paleoconservatieven bezien de neoconservatieven als 'linkse' buitenstaanders (of links-liberalen), die het oude, non-interventionistische conservatieve gedachtegoed zijn binnengedrongen. Op het persoonlijke vlak speelt hierbij ook de benoeming van William Bennett tot hoofd van de National Endowment for the Humanities, over die van Mel Bradford. Bradford, zoals vele paleoconservatieven, had een kritische positie ingenomen ten opzichte van Abraham Lincoln, terwijl de neoconservatieven zich achter Bennett schaarden.

### Ethische kwesties
Een van de grootste verschillen met de paleocons, zoals de paleoconservatieven genoemd worden, is op het ethische vlak: terwijl de paleoconservatieven zeer tegen abortus en eveneens tegen actieve euthanasie zijn, zijn de neoconservatieven over het algemeen permissiever en liberaler. De meeste neoconservatieve politici in de Verenigde Staten hebben zich nooit uitgesproken tegen abortus.

### Immigratie
Ook een belangrijk twistpunt tussen de paleo- en neoconservatieven ligt bij de immigratieproblematiek. Terwijl paleoconservatieven voor de beperking van de immigratie zijn, zijn neoconservatieven ook hier minder traditioneel en zijn ze juist voor vrije immigratie, vooral vanuit economisch perspectief.

### Israël
Kritiek uit de paleoconservatieve hoek op de neoconservatieven is ook gericht op wat de paleoconservatieven zien als onvoorwaardelijke steun van de Verenigde Staten aan Israël; traditionalist Russell Kirk opperde ooit dat neoconservatieven de hoofdstad van de V.S. verwisselden met Tel Aviv. Paleoconservatieven zijn desondanks ook bezorgd over de 'Islamisering van de westerse wereld', maar zijn bescheidener bij de praktische uitvoering van tegenmaatregelen. Interventie in het Midden-Oosten of zeer anti-islamitische retoriek is hun vreemd.

### Internationale politiek
De paleoconservatieven neigen in vele gevallen meer naar isolationisme en een zeer bescheiden opstelling van de VS in de wereldwijde politiek. Ook hebben paleoconservatieven vaak kritiek op de uitwassen van globalisering en sommige vormen van kapitalisme. De neoconservatieven zijn daarin zeer globaal gericht en zijn actief voor Amerikaanse interventies in buitenlandse aangelegenheden van geopolitiek belang. Neoconservatieven zien het als Amerika's missie om democratie in de wereld te brengen in instabiele regio's als het Midden-Oosten. Kenmerkend hierin is het geloof in de effectiviteit van militaire middelen om democratische ideeën te verspreiden.
extreemlinks · radicaal-links · links · centrum · rechts · radicaal-rechts · extreemrechts 

confessionalisme · christendemocratie · conservatisme · neoconservatisme · paleoconservatisme · islamisme

liberalisme · klassiek liberalisme · economisch liberalisme · conservatief-liberalisme · progressief liberalisme · neoliberalisme · libertarisme · groenliberalisme · geoïsme

anarchisme · syndicalisme · feminisme · ecologisme · ecofascisme · agrarisme · progressivisme 

marxisme · communisme · trotskisme · leninisme · stalinisme · maoïsme · socialisme · sociaaldemocratie · communitarisme

populisme · fortuynisme · solidarisme · nationalisme · linksnationalisme · fascisme · nationaalsocialisme